# Klovatjärnen
Klovatjärnen är en sjö i Kalix kommun i Norrbotten och ingår i Sangisälvens huvudavrinningsområde. Sjön har en area på 0,0704 kvadratkilometer och ligger 73 meter över havet.

## Delavrinningsområde
Klovatjärnen ingår i det delavrinningsområde (734919-183906) som SMHI kallar för Inloppet i Bodträsket. Medelhöjden är 83 meter över havet och ytan är 16,34 kvadratkilometer. Räknas de 6 avrinningsområdena uppströms in blir den ackumulerade arean 90,13 kvadratkilometer. Moån (Åtbäcken) som avvattnar avrinningsområdet har biflödesordning 3, vilket innebär att vattnet flödar genom totalt 3 vattendrag innan det når havet efter 33 kilometer. Avrinningsområdet består mestadels av skog (70 procent) och sankmarker (23 procent). Avrinningsområdet har 0,07 kvadratkilometer vattenytor vilket ger det en sjöprocent på 0,4 procent.